# Hysteria World Tour
Hysteria World Tour – piąta trasa koncertowa grupy muzycznej Def Leppard, w jej trakcie odbyło się 235 koncertów.

## Program koncertów

### Wariant 1
1. "Stagefright"
2. "Rock!Rock! Till You Drop"
3. "Women"
4. "Another Hit and Run"
5. "Billy's Got Run"
6. "Too Late for Love"
7. "Hysteria"
8. "Gods of War"
9. "Die Hard the Hunter"
10. "Rocket"
11. "Bringin' On The Heartbreak"
12. "Foolin'"
13. "Armageddon It"
14. "Animal"
15. "Pour Some Sugar on Me"
16. "Let It Go"
17. "Rock of Ages"
18. "Don't Shoot Shotgun"
19. "Wasted"
20. "Love Bits"

### Wariant 2
1. "Stagefright"
2. "Rock!Rock! Till You Drop"
3. "Women"
4. "Don't Shoot Shotgun"
5. "Too Late For Love"
6. "Hysteria"
7. "Gods Of War"
8. "Die Hard the Hunter"
9. "Bringin' On the Heartbreak"
10. "Foolin'"
11. "Armageddon It"
12. "Animal"
13. "Pour Some Sugar on Me"
14. "Let It Go"
15. "Rock of Ages"
16. "Tear It Down"
17. "Photograph"
18. "Travelin’ Band" (cover Creedence Clearwater Revival)

### Wariant 3
1. "Stagefright"
2. "Rock!Rock! Till You Drop"
3. "Women"
4. "Too Late for Love"
5. "Hysteria"
6. "Gods of War"
7. "Die Hard the Hunter"
8. "Bringin' On the Heartbreak"
9. "Foolin'"
10. "Animal"
11. "Armageddon It"
12. "Pour Some Sugar on Me"
13. "Let It Go"
14. "Rock of Ages"
15. "Photograph"

### Wariant 4
1. "Stagefright"
2. "Rock!Rock! Till You Drop"
3. "Women"
4. "Too Late for Love"
5. "Hysteria"
6. "Gods Of War"
7. "Die Hard the Hunter"
8. "Brinigin' On The Heartbreak"
9. "Foolin'"
10. "Armageddon It"
11. "Animal"
12. "Pour Some Sugar on Me"
13. "Rock of Ages"
14. "Love Bites"
15. "Rocket"
16. "Photograph"

### Wariant 5
1. "Stagefright"
2. "Rock!Rock! Till You Drop"
3. "Women"
4. "Too Late for Love"
5. "Hysteria"
6. "Gods of War"
7. "Die Hard The Hunter"
8. "Bringin' on the Heartbreak"
9. "Foolin'"
10. "Animal"
11. "Pour Some Sugar on Me"
12. "Let It Go"
13. "Rock of Ages"
14. "Love Bites"
15. "Photograph"

### Wariant 6
1. "Stagefright"
2. "Rock!Rock! Till You Drop"
3. "Women"
4. "Too Late for Love"
5. "Hysteria"
6. "Gods of War"
7. "Die Hard The Hunter"
8. "Bringin' on the Heartbreak"
9. "Foolin'"
10. "Animal"
11. "Pour Some Sugar on Me"
12. "Let It Go"
13. "Rock of Ages"
14. "Love Bites"
15. "Photograph"

### Wariant 7
1. "Stagefright"
2. "Rock!Rock! Till You Drop"
3. "Women"
4. "Too Late for Love"
5. "Hysteria"
6. "Gods of War"
7. "Die Hard the Hunter"
8. "Bringin' On The Heartbreak"
9. "Foolin'"
10. "Animal"
11. "Pour Some Sugar on Me"
12. "Rock of Ages"
13. "Love Bites"
14. "Photograph"

## Lista koncertów

### Koncerty w 1987

#### Europa
1. 24 czerwca 1987 – Tilburg, Holandia – Nooderlight
2. 25 czerwca 1987 – Tilburg, Holandia – Nooderlight
3. 28 czerwca 1987 – Haga, Holandia – Zuiderpark Stadion
4. 27 sierpnia 1987 – Dublin, Irlandia – SFX Hall
5. 28 sierpnia 1987 – Belfast, Irlandia Północna – Ulster Hall
6. 29 sierpnia 1987 – Belfast, Irlandia Północna – Ulster Hall
7. 31 sierpnia 1987 – Sheffield, Anglia – Sheffield City Hall
8. 1 września 1987 – Nottingham, Anglia – Nottingham Royal Concert Hall
9. 2 września 1987 – Edynburg, Szkocja – Edinburgh Playhouse
10. 4 września 1987 – Manchester, Anglia – Manchester Apollo
11. 6 września 1987 – Newport, Walia – Newport Centre
12. 7 września 1987 – Londyn, Anglia – Hammersmith Odeon
13. 8 września 1987 – Londyn, Anglia – Hammersmith Odeon
14. 9 września 1987 – Londyn, Anglia – Hammersmith Odeon
15. 11 września 1987 – Birmingham, Anglia – National Exhbition Centre
16. 12 września 1987 – Southampton, Anglia – Mayflower Theatre
17. 13 września 1987 – Bristol, Anglia – Bristol Hippodrome
18. 15 września 1987 – Leicester, Anglia – De Montfort Hall
19. 16 września 1987 – Newcastle, Anglia – Newcastle City Hall
20. 17 września 1987 – Sheffield, Anglia – Sheffield City Hall

#### Ameryka Północna
1. 1 października 1987 – Glens Falls, Nowy Jork, USA – Glens Falls Civic Center
2. 2 października 1987 – Portland, Maine, USA – Cumberland County Civic Center
3. 3 października 1987 – Lake Placid, Nowy Jork, USA – Herb Brooks Arena
4. 5 października 1987 – Charleston, Wirginia Zachodnia, USA – Charleston Civic Center
5. 7 października 1987 – Hampton, Wirginia, USA – Hampton Coliseum
6. 9 października 1987 – Baltimore, Maryland, USA – Baltimore Arena
7. 11 października 1987 – Hartford, Connecticut, USA – Hartford Civic Center
8. 12 października 1987 – Providence, Rhode Island, USA – Providence Civic Center
9. 13 października 1987 – Filadelfia, Pensylwania, USA – The Spectrum
10. 15 października 1987 – Erie, Pensylwania, USA – Erie Civic Center
11. 17 października 1987 – East Rutherford, New Jersey, USA – Brendan Byrne Arena
12. 18 października 1987 – Uniondale, Nowy Jork, USA – Nassau Veterans Memorial Coliseum
13. 20 października 1987 – Dayton, Ohio, USA – UD Arena
14. 21 października 1987 – Evansville, Indiana, USA – Roberts Stadium
15. 22 października 1987 – Rosemont, Illinois, USA – Rosemont Horizon
16. 23 października 1987 – Rosemont, Illinois, USA – Rosemont Horizon
17. 24 października 1987 – Carbondale, Illinois, USA – SIU Arena
18. 26 października 1987 – Indianapolis, Indiana, USA – Market Square Arena
19. 27 października 1987 – South Bend, Indiana, USA – Joyce Center
20. 29 października 1987 – Peoria, Illinois, USA – Peoria Civic Center
21. 30 października 1987 – Fort Wayne, Indiana, USA – War Memorial Coliseum
22. 31 października 1987 – Lexington, Kentucky, USA – Rupp Arena
23. 2 listopada 1987 – Detroit, Michigan, USA – Joe Louis Arena
24. 3 listopada 1987 – Battle Creek, Michigan, USA – Kellogg Arena
25. 5 listopada 1987 – Milwaukee, Wisconsin, USA – MECCA Arena
26. 7 listopada 1987 – Ames, Iowa, USA – Hilton Coliseum
27. 8 listopada 1987 – Madison, Wisconsin, USA – Dane County Coliseum
28. 9 listopada 1987 – Cedar Rapids, Iowa, USA – Five Seasons Center
29. 10 listopada 1987 – Omaha, Nebraska, USA – Omaha Civic Auditorium
30. 12 listopada 1987 – Norman, Oklahoma, USA – Lloyd Noble Center
31. 14 listopada 1987 – Shreveport, Luizjana, USA – Hirsch Memorial Coliseum
32. 15 listopada 1987 – Austin, Teksas, USA – Frank Erwin Center
33. 16 listopada 1987 – San Antonio, Teksas, USA – Henry B. Gonzalez Convention Center
34. 18 listopada 1987 – Tucson, Arizona, USA – Tucson Convention Center
35. 19 listopada 1987 – Chandler, Arizona, USA – Compton Terrace
36. 20 listopada 1987 – San Diego, Kalifornia, USA – San Diego Sports Arena
37. 22 listopada 1987 – Los Angeles, Kalifornia, USA – Memorial Sports Arena
38. 23 listopada 1987 – Fresno, Kalifornia, USA – Selland Arena
39. 25 listopada 1987 – Las Vegas, Nevada, USA – Thomas & Mack Center
40. 27 listopada 1987 – Sacramento, Kalifornia, USA – ARCO Arena
41. 28 listopada 1987 – Daly City, Kalifornia, USA – Cow Palace
42. 29 listopada 1987 – Daly City, Kalifornia, USA – Cow Palace
43. 1 grudnia 1987 – Tacoma, Waszyngton, USA – Tacoma Dome
44. 2 grudnia 1987 – Pullman, Waszyngton, USA – Beasley Coliseum
45. 3 grudnia 1987 – Portland, Oregon, USA – Memorial Coliseum
46. 4 grudnia 1987 – Boise, Idaho, USA – BSU Pavilion
47. 5 grudnia 1987 – Salt Lake City, Utah, USA – Salt Palace
48. 6 grudnia 1987 – Casper, Wyoming, USA – Casper Events Center
49. 9 grudnia 1987 – Valley Center, Kansas, USA – Kansas Coliseum
50. 10 grudnia 1987 – Kansas City, Missouri, USA – Kemper Arena
51. 11 grudnia 1987 – Houston, Teksas, USA – The Sam Houston Coliseum
52. 13 grudnia 1987 – Dallas, Teksas, USA – Reunion Arena
53. 15 grudnia 1987 – Nowy Orlean, Luizjana, USA – U.N.O. Lakefront Arena
54. 16 grudnia 1987 – Birmingham, Alabama, USA – BJCC Coliseum
55. 18 grudnia 1987 – Atlanta, Georgia, USA – Omni Coliseum
56. 19 grudnia 1987 – Greensboro, Karolina Północna, USA – Greensboro Coliseum
57. 20 grudnia 1987 – Charlotte, Karolina Północna, USA – Charlotte Coliseum
58. 27 grudnia 1987 – Jacksonville, Floryda, USA – Jacksonville Veterans Memorial Coliseum
59. 29 grudnia 1987 – Pembroke Pines, Floryda, USA – Hollywood Sportatorium
60. 30 grudnia 1987 – Orlando, Floryda, USA – Orange County Convention Center
61. 31 grudnia 1987 – Tampa, Floryda, USA – USF Sun Dome

### Koncerty w 1988

#### Ameryka Północna – część 1
1. 16 stycznia 1988 – Richmond, Wirginia, USA – Richmond Coliseum
2. 17 stycznia 1988 – Pittsburgh, Pensylwania, USA – Pittsburgh Civic Arena
3. 18 stycznia 1988 – Rochester, Nowy Jork, USA – Rochester Community War Memorial
4. 20 stycznia 1988 – Roanoke, Wirginia, USA – Roanoke Civic Center
5. 21 stycznia 1988 – Landover, Maryland, USA – Capital Center
6. 22 stycznia 1988 – Johnson City, Tennessee, USA – Freedom Hall Civic Center
7. 24 stycznia 1988 – Clemson, Karolina Południowa, USA – Littlejohn Coliseum
8. 25 stycznia 1988 – Columbia, Karolina Południowa, USA – Carolina Coliseum
9. 26 stycznia 1988 – Raleigh, Karolina Północna, USA – William Neal Reynolds Coliseum
10. 28 stycznia 1988 – Nashville, Tennessee, USA – Nashville Municipal Auditorium
11. 29 stycznia 1988 – Louisville, Kentucky, USA – Freedom Hall
12. 30 stycznia 1988 – Cincinnati, Ohio, USA – Riverfront Coliseum
13. 1 lutego 1988 – Saginaw, Michigan, USA – Wendler Arena
14. 2 lutego 1988 – Richfield, Ohio, USA – Richfield Coliseum
15. 3 lutego 1988 – Buffalo, Nowy Jork, USA – Buffalo Memorial Auditorium
16. 5 lutego 1988 – Knoxville, Tennessee, USA – Thompson-Bolling Arena
17. 6 lutego 1988 – Huntsville, Alabama, USA – Von Braun Civic Center
18. 7 lutego 1988 – Memphis, Tennessee, USA – Mid-South Coliseum
19. 8 lutego 1988 – Little Rock, Arkansas, USA – Barton Coliseum
20. 10 lutego 1988 – St. Louis, Missouri, USA – St. Louis Arena
21. 12 lutego 1988 – Denver, Kolorado, USA – McNichols Sports Arena
22. 13 lutego 1988 – Denver, Kolorado, USA – McNichols Sports Arena
23. 14 lutego 1988 – Albuquerque, Nowy Meksyk, USA – Tingley Coliseum
24. 15 lutego 1988 – Odessa, Teksas, USA – Ector County Coliseum
25. 19 lutego 1988 – San Juan, Portoryko – Roberto Clemente Coliseum

#### Europa
1. 4 marca 1988 – Sztokholm, Szwecja – Johanneshovs Isstadion
2. 5 marca 1988 – Göteborg, Szwecja – Scandinavium
3. 7 marca 1988 – Lillestrøm, Norwegia – Skedsmohallen
4. 8 marca 1988 – Lillestrøm, Norwegia – Skedsmohallen
5. 10 marca 1988 – Kopenhaga, Dania – K.B. Hallen
6. 11 marca 1988 – Brema, Niemcy – Bremen Stadthalle
7. 12 marca 1988 – Kolonia, Niemcy – Cologne Sporthalle
8. 14 marca 1988 – Paryż, Francja – Palais Omnisports de Paris-Bercy
9. 15 marca 1988 – Stuttgart, Niemcy – Hanns-Martin-Schleyer Halle
10. 16 marca 1988 – Frankfurt, Niemcy – Festhalle
11. 18 marca 1988 – Monachium, Niemcy – Rudi-Sedlmayer-Halle
12. 19 marca 1988 – Würzburg, Niemcy – Oliver Arena
13. 20 marca 1988 – Zurych, Szwajcaria – Hallenstadion
14. 22 marca 1988 – Mediolan, Włochy – Palatrussardi
15. 23 marca 1988 – Florencja, Włochy – Florence Sports Palace
16. 25 marca 1988 – Lozanna, Szwajcaria – Alla des Fetes
17. 26 marca 1988 – Clermont-Ferrand, Francja – Clermont-Ferrand Sports Hall
18. 28 marca 1988 – Tuluza, Francja – Palais des Sports
19. 29 marca 1988 – Lyon, Francja – Palais des Sports
20. 30 marca 1988 – Fryburg Bryzgowijski, Niemcy – Stadthalle Freiburg
21. 1 kwietnia 1988 – Amsterdam, Holandia – Jaap Edenhal
22. 2 kwietnia 1988 – Bruksela, Belgia – National Forest
23. 4 kwietnia 1988 – San Sebastián, Hiszpania – Velódromo do Anoeta
24. 5 kwietnia 1988 – Madryt, Hiszpania – Raimundo Sapporta Pavillion
25. 6 kwietnia 1988 – Barcelona, Hiszpania – Palau dels Esports de Barcelona
26. 8 kwietnia 1988 – Bourges, Francja – Bourges Festival
27. 10 kwietnia 1988 – Bournemouth, Anglia – Bournemouth International Centre
28. 11 kwietnia 1988 – Londyn, Anglia – Wembley Arena
29. 12 kwietnia 1988 – Londyn, Anglia – Wembley Arena
30. 14 kwietnia 1988 – Edynburg, Szkocja – Edinburgh Playhouse
31. 15 kwietnia 1988 – Edynburg, Szkocja – Edinburgh Playhouse
32. 16 kwietnia 1988 – Whitley Bay, Anglia – Whitle Bay Rink
33. 18 kwietnia 1988 – Birmingham, Anglia – National Exhbition Centre
34. 19 kwietnia 1988 – Birmingham, Anglia – National Exhibition Centre
35. 20 kwietnia 1988 – Leeds, Anglia – Queens Hall
36. 22 kwietnia 1988 – Belfast, Irlandia Północna – King’s Hall

#### Japonia
1. 17 maja 1988 – Tokio, Yoyogi Olympic Pool
2. 19 maja 1988 – Jokohama, Bunka Taikukan
3. 21 maja 1988 – Osaka, Osaka-jō Hall
4. 22 maja 1988 – Osaka, Osaka-jō Hall
5. 24 maja 1988 – Nagoja, Century Hall

#### Ameryka Północna – część 2
1. 27 maja 1988 – Anchorage, Alaska – George M. Sullivan Arena
2. 28 maja 1988 – Anchorage, Alaska – George M. Sullivan Arena
3. 2 czerwca 1988 – Passaic, New Jersey, USA – Capitol Theatre
4. 6 czerwca 1988 – Moncton, Kanada – Moncton Coliseum
5. 7 czerwca 1988 – Halifax, Kanada – Halifax Metro Centre
6. 9 czerwca 1988 – Quebec City, Kanada – Colisée de Quebec
7. 11 czerwca 1988 – Toronto, Kanada – CNE Grandstad
8. 12 czerwca 1988 – Montreal, Kanada – Montreal Forum
9. 13 czerwca 1988 – Ottawa, Kanada – Ottawa Civic Centre
10. 17 czerwca 1988 – Winnipeg, Kanada – Winnipeg Arena
11. 18 czerwca 1988 – Saskatoon, Kanada – Saskatchewan Place
12. 20 czerwca 1988 – Calgary, Kanada – Olympic Saddledome
13. 21 czerwca 1988 – Edmonton, Kanada – Northlands Coliseum
14. 23 czerwca 1988 – Vancouver, Kanada – PNE Coliseum
15. 1 lipca 1988 – Spokane, Waszyngton, USA – Spokane Coliseum
16. 2 lipca 1988 – Boise, Idaho, USA – BSU Pavilion
17. 4 lipca 1988 – Casper, Wyoming, USA – Casper Events Center
18. 5 lipca 1988 – Billings, Montana, USA – MetraPark Arena
19. 6 lipca 1988 – Rapid City, Dakota Południowa, USA – Rushmore Plaza Civic Center
20. 8 lipca 1988 – Bloomington, Minnesota, USA – Met Center
21. 9 lipca 1988 – Bloomington, Minnesota, USA – Met Center
22. 10 lipca 1988 – Bloomington, Minnesota, USA – Met Center
23. 12 lipca 1988 – La Crosse, Wisconsin, USA – La Crosse Center
24. 13 lipca 1988 – Springfield, Illinois, USA – Prairie Capital Convention Center
25. 14 lipca 1988 – Green Bay, Wisconsin, USA – Brown County Veterans Memorial Arena
26. 16 lipca 1988 – East Troy, Wisconsin, USA – Alpine Valley Music Theatre
27. 17 lipca 1988 – East Troy, Wisconsin, USA – Alpine Valley Music Theatre
28. 18 lipca 1988 – Indianapolis, Indiana, USA – Indiana State Fair Coliseum
29. 20 lipca 1988 – Cuyahoga Falls, Ohio, USA – Blossom Music Center
30. 22 lipca 1988 – Columbia, Maryland, USA – Merriweather Post Pavilion
31. 23 lipca 1988 – Weedsport, Nowy Jork, USA – Cayuga County Fair
32. 24 lipca 1988 – Saratoga Springs, Nowy Jork, USA – Saratoga Performings Arts Center
33. 26 lipca 1988 – Middletown, Nowy Jork, USA – Orange County Fair
34. 27 lipca 1988 – Allentown, Pensylwania, USA – Great Allentown Fair
35. 29 lipca 1988 – Old Orchard Beach, Maine, USA – The Ball Park
36. 30 lipca 1988 – Mansfield, Massachusetts, USA – Great Woods Amphitheatre
37. 2 sierpnia 1988 – Ionia, Michigan, USA – Ionia Free Fair
38. 3 sierpnia 1988 – Charlevoix, Michigan, USA – Castle Farms
39. 5 sierpnia 1988 – Antioch, Tennessee, USA – Starwood Amphitheatre
40. 6 sierpnia 1988 – Thornville, Ohio, USA – Buckeye Lake Music Center
41. 7 sierpnia 1988 – Cincinnati, Ohio, USA – Riverbend Music Center
42. 9 sierpnia 1988 – Bonner Springs, Kansas, USA – Sandstone Amphitheater
43. 10 sierpnia 1988 – Oklahoma City, Oklahoma, USA – State Fairgrounds
44. 11 sierpnia 1988 – Dallas, Teksas, USA – Starplex Amphitheatre
45. 13 sierpnia 1988 – Morrison, Kolorado, USA – Red Rocks Amphitheatre
46. 14 sierpnia 1988 – Morrison, Kolorado, USA – Red Rocks Amphitheatre
47. 16 sierpnia 1988 – Sacramento, Kalifornia, USA – California Exposition & State Fair
48. 17 sierpnia 1988 – Mountain View, Kalifornia, USA – Shoreline Amphitheatre
49. 19 sierpnia 1988 – Laguna Hills, Kalifornia, USA – Irvine Meadows Amphitheatre
50. 20 sierpnia 1988 – Laguna Hills, Kalifornia, USA – Irvine Meadows Amphitheatre
51. 21 sierpnia 1988 – Chandler, Arizona, USA – Compton Terrace

### Ameryka Północna – część 3
1. 7 września 1988 – Jackson, Missisipi, USA – Mississippi Coliseum
2. 8 września 1988 – Baton Rouge, Luizjana, USA – LSU Assembly Center
3. 10 września 1988 – Biloxi, Missisipi, USA – Mississippi Coast Coliseum
4. 11 września 1988 – Tallahassee, Floryda, USA – Leon County Civic Center
5. 12 września 1988 – Lakeland, Floryda, USA – Lakeland Civic Center
6. 13 września 1988 – Lakeland, Floryda, USA – Lakeland Civic Center
7. 15 września 1988 – Chattanooga, Tennessee, USA – UTC Arena
8. 17 września 1988 – Auburn Hills, Michigan, USA-  The Palace of Auburn Hills
9. 18 września 1988 – Auburn Hills, Michigan, USA – The Palace of Auburn Hills
10. 19 września 1988 – Toledo, Ohio, USA – Toledo Sports Arena
11. 21 września 1988 – East Rutherford, New Jersey, USA – Brendan Byrne Arena
12. 22 września 1988 – East Rutherford, New Jersey, USA – Brendan Byrne Arena
13. 23 września 1988 – East Rutherford, New Jersey, USA – Brendan Byrne Arena
14. 25 września 1988 – Filadelfia, Pensylwania, USA – The Spectrum
15. 26 września 1988 – Filadelfia, Pensylwania, USA – The Spectrum
16. 28 września 1988 – Worcester, Massachusetts, USA – The Centrum
17. 29 września 1988 – Worcester, Massachusetts, USA – The Centrum
18. 1 października 1988 – Hamilton, Kanada – Copps Coliseum
19. 2 października 1988 – Wheeling, Wirginia Zachodnia, USA – Wheeling Civic Center
20. 3 października 1988 – Hampton, Wirginia Zachodnia, USA – Hampton Coliseum
21. 5 października 1988 – Charlotte, Karolina Północna, USA – Charlotte Coliseum
22. 7 października 1988 – Atlanta, Georgia, USA – The Omni Coliseum
23. 8 października 1988 – Atlanta, Georgia, USA – The Omni Coliseum
24. 9 października 1988 – Atlanta, Georgia, USA – The Omni Coliseum
25. 10 października 1988 – Chapel Hill, Karolina Północna, USA – Dean Smith Center
26. 12 października 1988 – St. Louis, Missouri, USA – St. Louis Arena
27. 13 października 1988 – Rosemont, Illinois, USA – Rosemont Horizon
28. 14 października 1988 – Rosemont, Illinois, USA – Rosemont Horizon
29. 16 października 1988 – Champaign, Illinois, USA – Assembly Hall
30. 18 października 1988 – Iowa City, Iowa, USA – Carver-Hawkeye Arena
31. 19 października 1988 – Lincoln, Nebraska, USA – Bob Devaney Arena
32. 20 października 1988 – Manhattan, Kansas, USA – Bramlage Coliseum
33. 22 października 1988 – Salt Lake City, Utah, USA – Salt Palace
34. 23 października 1988 – Salt Lake City, Utah, USA – Salt Palace
35. 25 października 1988 – Portland, Oregon, USA – Memorial Coliseum
36. 26 października 1988 – Portland, Oregon, USA – Memorial Coliseum
37. 27 października 1988 – Tacoma, Waszyngton, USA – Tacoma Dome